# 鶴原定吉

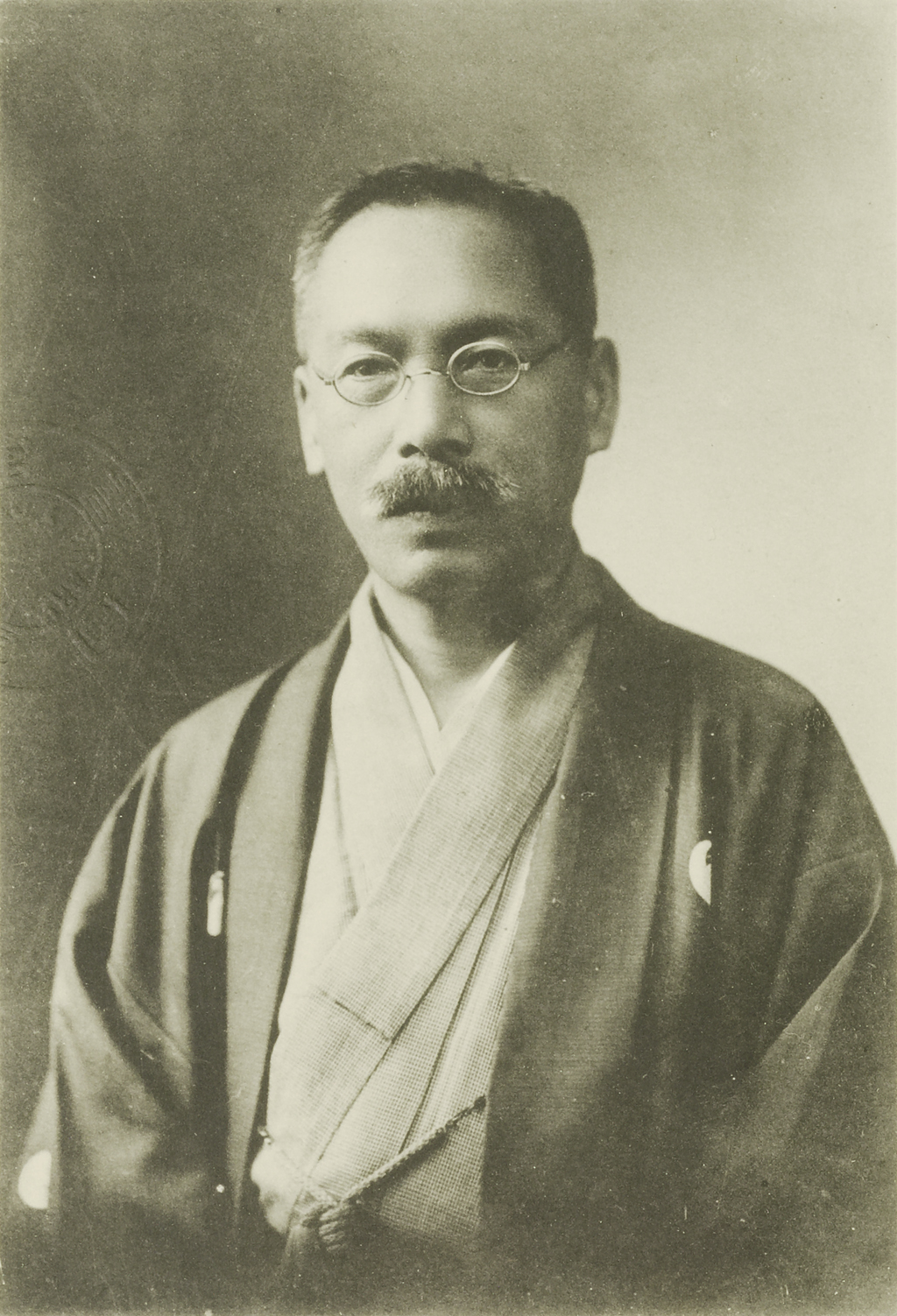
鶴原定吉

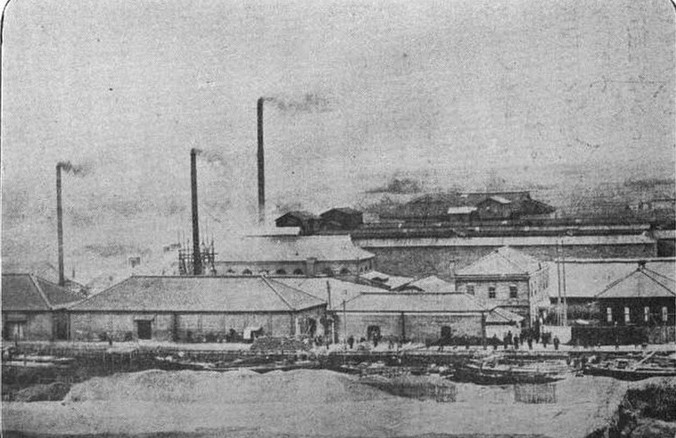
東京人造肥料

鶴原 定吉（つるはら さだきち、1857年1月10日（安政3年12月15日） - 1914年（大正3年）12月2日）は、日本の官僚、実業家、政治家。第2代大阪市長。韓国統監府初代総務長官。衆議院議員。

## 経歴
福岡藩士鶴原道室の長男として、福岡雁林町（現福岡市中央区）に生まれる。藩校修猷館、1879年（明治12年）7月東京大学予備門文科を経て、1883年（明治16年）7月東京大学文学部（政治科および理財科）を卒業し、同年10月、外務省御用掛となり公信局に勤務する。
外務省では、1885年（明治18年）5月外務書記生としてロンドン領事館に在勤し、1887年（明治20年）12月天津領事、1890年（明治23年）6月上海領事を歴任したが、1892年（明治25年）6月外務省を退官し、同月日本銀行大阪支店筆頭書記に転身する。
日本銀行では、1893年（明治26年）9月支配役・大阪支店長に就任し、1896年（明治29年）4月から営業局長を兼務、1897年（明治30年）2月から更に株式局長も兼務し、1899年（明治32年）2月には理事に就任するが、山本達雄総裁と衝突して、ストライキの主導者として、同月日本銀行を辞職する。
1900年（明治33年）立憲政友会創立委員、同年11月から関西鉄道社長を務め、その在任中には周辺諸鉄道との連帯輸送を推進し、後の近畿鉄道合同の動きを醸成する先駆となった。
1901年（明治34年）8月第2代大阪市長に就任し、1905年（明治38年）7月まで務めた。
1905年（明治38年）12月、伊藤博文の推薦で、同年設立された韓国統監府の初代総務長官となり、1907年（明治40年）7月の第三次日韓協約の締結を推進した。1907年（明治40年）8月からは韓国宮内次官を兼務する。
その後、1909年（明治42年）7月東京人造肥料会社社長、蓬莱生命保険相互会社社長、1910年（明治43年）5月中央新聞（立憲政友会機関紙）社長を歴任し、1912年（明治45年）5月、第11回衆議院議員総選挙に、福岡県福岡市区で立憲政友会から立候補し、安川財閥創始者・安川敬一郎の支援も得て当選し衆議院議員となり、1914年（大正3年）10月26日に辞職した。墓所は青山霊園(1ロ-2-1乙)

## 大阪市長として
助役に菅沼達吉を指名。第五回内国勧業博覧会を開催、報奨契約制の制定、行政改革などで活躍する。大阪港の建設促進にも力を入れ、さらに市街地から港へのアクセスとして市電を開通させた。
「市街鉄道のような市民生活に必要な交通機関は、利害を標準に査定されるものではなく、私人や営利会社に運営を委ねるべきではない」などと市会で市内交通を公営で行うことを主張した（市営モンロー主義も参照のこと）。

## 栄典
- 1903年（明治36年）12月14日 - 双光旭日章[6]
- 1908年（明治41年）
  - 6月25日 - 勲三等瑞宝章[7]
  - 10月27日 - 勲二等旭日重光章[8]
- 1909年（明治42年）
  - 4月18日 - 皇太子渡韓記念章[9]

## 家族・親族
- 妻 - マコト（福岡藩士族・野村余田の長女）
- 三男 - 鶴原浩二（日本銀行理事）
- 二女 - スガ（清）は福澤三八（福澤諭吉の三男）の妻。
- 三女 - マツ（松子）は安川財閥・安川敬一郎の五男である安川第五郎の妻。その長女・敏子は横山康吉に嫁いだ。
- 四女 - ハナ（花子）はIOC委員も務めた杉村陽太郎の妻。